# Anakinra
Anakinra (nome commerciale Kineret) è un farmaco ricombinante dell'antagonista del recettore dell'interleuchina-1 umana, utilizzata nel trattamento dell'artrite reumatoide, della malattia infiammatoria multisistemica esordita neonatale e della carenza dell'antagonista del recettore dell'interleuchina-1.
Anakinra è un antagonista del recettore dell'interleuchina-1 (IL-1Ra) umana ricombinante, composto da 153 residui di amminoacidi. A differenza dell'IL-1Ra umana nativa, anakinra ha un residuo di metionina aggiuntivo all'estremità amino-terminale. Questo farmaco si lega al recettore dell'IL-1, competendo e inibendo l'attività dell'IL-1 alfa e beta. Anakinra è indicato per la gestione dell'artrite reumatoide nei pazienti di età pari o superiore a 18 anni che hanno fallito uno o più farmaci antireumatici modificanti la malattia, nonché per il trattamento della malattia infiammatoria multisistemica esordita neonatale e della carenza dell'antagonista del recettore dell'interleuchina-1. Dato che l'IL-1 svolge un ruolo importante nelle risposte infiammatorie e immunitarie, anakinra è anche utilizzato off-label per il trattamento di malattie infiammatorie.
Anakinra viene prodotto utilizzando il sistema di espressione batterico E. Coli. Il 14 novembre 2001, è stato approvato dalla Food and Drug Administration per il trattamento dell'artrite reumatoide. In seguito, è stato approvato per il trattamento di malattia infiammatoria multisistemica esordita neonatale e carenza dell'antagonista del recettore dell'interleuchina-1 rispettivamente il 21 dicembre 2012 e il 18 dicembre 2020. Alcuni studi hanno valutato l'uso di anakinra per il trattamento della malattia da coronavirus 2019 (COVID-19). L'8 novembre 2022, la Food and Drug Administration ha emesso un'autorizzazione all'uso di emergenza di anakinra per il trattamento del COVID-19 nei pazienti ospedalizzati a rischio di sviluppare una grave insufficienza respiratoria.
È prodotto dalla Swedish Orphan Biovitrum.

## Farmacologia

### Indicazione d'uso
Anakinra è un antagonista del recettore dell'interleuchina-1 (IL-1Ra) indicato per la riduzione dei segni e dei sintomi e il rallentamento della progressione del danno strutturale nell'artrite reumatoide moderatamente grave o gravemente attiva, nei pazienti di età pari o superiore a 18 anni che hanno fallito uno o più farmaci antireumatici modificanti la malattia. Anakinra può essere utilizzato da solo o in combinazione con altri farmaci antireumatici diversi dagli agenti bloccanti del fattore di necrosi tumorale.
Anakinra è inoltre indicato per il trattamento della malattia infiammatoria multisistemica esordita neonatale e della carenza dell'antagonista del recettore dell'interleuchina-1. Anakinra è utilizzato anche in via off-label per il trattamento di diverse malattie infiammatorie.
La Food and Drug Administration ha emesso un'autorizzazione all'uso di emergenza per l'utilizzo di anakinra in situazioni di emergenza per il trattamento della malattia da coronavirus 2019 in adulti ospedalizzati con risultati positivi del test virale diretto del SARS-CoV-2 con polmonite che richiede ossigeno supplementare (ossigeno a basso o alto flusso) e che sono a rischio di progredire verso una grave insufficienza respiratoria e probabilmente presentano un livello elevato del recettore del plasminogeno attivatore dell'urochinasi solubile nel plasma (suPAR). Poiché anakinra è approvato per questa condizione in base all'EUA, il farmaco dovrebbe essere utilizzato solo quando non sono disponibili alternative di trattamento.

### Ricerca
Anakinra è stato sperimentato con successo in un caso di meningite da mutazione generica NALP3 in un uomo di 67 anni, secondo il Undiagnosed Diseases Network.
Ricercatori alla Johns Hopkins University nel 2019 hanno annunciato che anakinra da nei topi gravidi e infettati con Zika virus una riduzione della letalità e delle malformazioni dei feti.
Nel novembre 2019, alla University of Manchester hanno riportato una prevenzione nel tumore al seno con metastasi alle ossa.
Nel 2021, è stato sperimentato nel dolore neuropatico da chemioterapia con vincristina: "that repurposing anakinra may be an effective co-treatment strategy to prevent vincristine-induced peripheral neuropathy".
Nel 2023, uno studio ha evidenziato la capacità del farmaco di preservare la qualità del sangue, "mimando" una transfusione di sangue giovane.

### COVID-19
Anakinara è stato sperimentato nella cura della malattia COVID-19, con polmonite severa. Nel 2021 uno studio meta-analisi con 1.119 pazienti ha dimostrato:
"Available evidence shows that treatment with anakinra reduces both the need for invasive mechanical ventilation and mortality risk of hospitalized non-intubated patients with COVID-19 without increasing the risk of adverse events."
Nel luglio 2021, la European Medicines Agency (EMA) valuta l'uso di anakinra per il trattamento di COVID-19 con polmonite severa. Secondo studi pubblicati su Nature Medicine a settembre 2021, l'ospedalizzazione di pazienti COVID-19 si riduce notevolmente con Anakinra.
Nel settembre 2021, l'AIFA ne ha autorizzato l'uso per il trattamento del COVID-19, con dispensazione a carico del Sistema Sanitario Nazionale.

### Farmacodinamica
Anakinra è un antagonista del recettore dell'interleuchina-1 (IL-1Ra) umana ricombinante che blocca l'attività biologica dell'interleuchina-1 (IL-1) inibendo competitivamente la sua capacità di legarsi al recettore del tipo I dell'IL-1 (IL-1RI). La produzione di IL-1 è maggiore nelle malattie infiammatorie come l'artrite reumatoide, dove la quantità di IL-1Ra naturalmente presente non può competere con l'alto livello di IL-1 presente.
Anakinra è stato associato a una maggiore probabilità di sviluppare un'infezione grave, e l'uso di agenti bloccanti del fattore di necrosi tumorale può aumentare questa incidenza. Sono stati segnalati anche casi di reazioni di ipersensibilità nei pazienti che utilizzano anakinra. La prevalenza di reazioni allergiche può essere più elevata nei pazienti con carenza dell'antagonista del recettore dell'interleuchina-1, poiché in questi pazienti manca l'IL-1Ra naturalmente presente. Anakinra può anche ridurre il numero di neutrofili nei pazienti. Pertanto, il conteggio dei neutrofili dovrebbe essere valutato prima di iniziare il trattamento con anakinra.

### Meccanismo d'azione
L'interleuchina-1 (IL-1) svolge un ruolo importante nelle risposte infiammatorie e immunitarie. Stimoli infiammatori ne inducono la produzione, e essa si lega al recettore dell'IL-1 per attivare una vasta gamma di meccanismi. L'attività del recettore dell'IL-1 è anche regolata da un antagonista del recettore dell'IL-1 (IL-1Ra) naturalmente presente, che compete per i siti di legame del recettore dell'IL-1. Nei pazienti affetti da artrite reumatoide, i livelli di IL-1 sono elevati, inducendo la degradazione della cartilagine e la stimolazione della riassorbimento osseo. La quantità di IL-1Ra presente nella sinovia e nel liquido sinoviale dei pazienti affetti da artrite reumatoide non può competere con l'alto livello di IL-1 presente. Anakinra è una forma ricombinante e non glicosilata di IL-1Ra che compete con e inibisce l'IL-1 legandosi al recettore dell'IL-1; di conseguenza, la somministrazione di questo farmaco riduce la risposta infiammatoria nei pazienti affetti da artrite reumatoide.
Anakinra può anche essere utilizzato nel trattamento della malattia infiammatoria multisistemica esordita neonatale (NOMID) e della carenza dell'antagonista del recettore dell'interleuchina-1. I pazienti con malattia infiammatoria multisistemica hanno mutazioni spontanee nel gene CIAS1/NLRP3, che codifica cryopyrin, un componente dell'inflammasoma. Quando attivato, l'inflammasoma potenzia e promuove la produzione di IL-1β, un'isoforma di IL-1. carenza dell'antagonista del recettore dell'interleuchina-1 è una malattia autoinfiammatoria causata da mutazioni nel gene IL1RN. Queste mutazioni riducono la quantità di IL-1Ra secreta, portando all'azione incontrollata dell'IL-1. Anakinra controlla i sintomi di malattia infiammatoria multisistemica e carenza dell'antagonista del recettore dell'interleuchina-1 inibendo l'attività dell'IL-1.

### Assorbimento
La biodisponibilità di anakinra è del 95% nei soggetti sani a cui è stata somministrata un'iniezione sottocutanea di 70 mg. Nei pazienti affetti da artrite reumatoide a cui è stata somministrata una dose sottocutanea di anakinra, la concentrazione plasmatica massima è stata rilevata dopo 3-7 ore. Non sono state osservate accumulazioni impreviste nei pazienti con artrite reumatoide che hanno ricevuto il farmaco per un periodo fino a 24 settimane. In uno studio di farmacocinetica di fase 1, randomizzato, sequenziale, a dose singola, condotto su pazienti con artrite reumatoide stabile e sottoposti ad escalation di dose (range da 0,5 a 6 mg/kg), l'area sotto la curva (AUC) è aumentata in modo relativamente proporzionale alla dose. Anche se il Tmax (tempo per raggiungere la concentrazione plasmatica massima) e il Cmax (concentrazione plasmatica massima) hanno oscillato tra le diverse dosi somministrate a questi pazienti, la clearance sembrava essere coerente. Nei pazienti con malattia infiammatoria multisistemica esordita neonatale trattati con una dose sottocutanea di 3 mg/kg di anakinra per una media di 3,5 anni (n=16), il Cmax è stato di 3628 ng/mL e il C24h (concentrazione plasmatica a 24 ore) di 203 ng/mL.

#### Volume di distribuzione
Nei soggetti adulti affetti da artrite reumatoide trattati con anakinra (n=35), il volume di distribuzione ha avuto una media di 18,5 L.

#### Legame proteico
I dati riguardanti il legame proteico del farmaco non sono attualmente disponibili.

### Metabolismo
Essendo una terapia a base di proteine, ci si aspetta che anakinra venga metabolizzato da proteasi in tutto il corpo.

#### Via di eliminazione
Anakinra viene principalmente escreto dai reni; pertanto, il rischio di reazioni tossiche può aumentare nei pazienti con funzionalità renale compromessa.

#### Emivita
Nei pazienti con artrite reumatoide, l'emivita terminale di anakinra è variata da 4 a 6 ore. Nei pazienti con malattia infiammatoria multisistemica esordita neonatale, l'emivita mediana di anakinra è stata di 5,7 ore (range=3,1-28,2, n=12).

#### Clearance
Nei pazienti con artrite reumatoide, la clearance di anakinra è stata relativamente coerente per diverse dosi somministrate. La clearance è variabile e aumenta con l'aumento della clearance della creatinina e del peso corporeo. Tuttavia, il genere e l'età non sono stati fattori significativi. Nei pazienti con compromissione renale lieve (clearance della creatinina 50-80 mL/min) e moderata (clearance della creatinina 30-49 mL/min), la clearance plasmatica media di anakinra è stata rispettivamente del 16% e del 50% inferiore. Nei pazienti con grave insufficienza renale e insufficienza renale terminale (clearance della creatinina < 30 mL/min), la clearance plasmatica media di anakinra è stata rispettivamente del 70% e del 75% inferiore.

### Tossicità
Nei trial clinici condotti su pazienti affetti da artrite reumatoide e malattia infiammatoria multisistemica esordita neonatale trattati con anakinra, non sono stati riportati casi di sovradosaggio. Studi su pazienti affetti da setticemia sono stati condotti utilizzando dosi medie calcolate fino a 35 volte quelle somministrate ai pazienti con AR per un periodo di 72 ore. Anakinra non ha causato tossicità grave in questo range di dosi.
Negli studi preclinici condotti su ratti, a cui sono state somministrate dosi fino a 100 mg/kg/giorno per via endovenosa o sottocutanea per 14 giorni, e dosi di 2, 20 o 200 mg/kg/giorno sottocutaneamente per 6 mesi, anakinra è stato ben tollerato. La tossicità è variata da lieve a moderata, e sono state rilevate infiammazione, emorragia e fibrosi correlate alla dose nel sito di iniezione sia nei ratti che nelle scimmie. Il livello di effetto avverso osservabile (NOAEL) nei ratti che hanno ricevuto una dose giornaliera sottocutanea di anakinra per 6 mesi è stato di 2 mg/kg/giorno. Nei ratti che hanno ricevuto un'iniezione giornaliera endovenosa di anakinra per 14 o 28 giorni, il NOAEL è stato di 30 mg/kg/giorno. Il NOAEL nei macachi Rhesus è stato di 150 mg/kg/giorno quando anakinra è stato somministrato tramite infusione endovenosa per 7 giorni, di 10–30 mg/kg/giorno quando somministrato tramite iniezione endovenosa bolus per 14 giorni e di 5 mg/kg/giorno quando somministrato sottocutaneamente per 14 giorni. Anakinra non ha avuto effetti sulla fertilità e la capacità riproduttiva sia nei ratti maschi che nelle ratti femmine a cui è stata somministrata la massima dose raccomandata per l'uomo.